# Luis de Anhalt-Pless
Luis de Anhalt-Pless (16 de julio de 1783, Pless - 5 de noviembre de 1841, Pless) fue un príncipe alemán de la Casa de Ascania y gobernante del principado de Anhalt-Pless.
Era el sexto hijo varón (aunque el quinto superviviente) del Príncipe Federico Erdmann de Anhalt-Pless, con su esposa Luisa Fernanda, hija del Conde Enrique Ernesto de Stolberg-Wernigerode.

## Biografía
Como el hijo más joven de su familia, Luis tenía pocas perspectivas de tomar alguna vez parte en el gobierno de Pless; sin embargo, cuando la línEa principal de la rama de Anhalt-Köthen de la Casa de Ascania quedó extinta en 1818, su hermano mayor Federico Fernando asumió el título de Anhalt-Köthen y dejó el gobierno de Pless en manos del siguiente hermano mayor, Enrique.
En 1830, Federico Fernando murió sin hijos y Enrique le sucedió como duque. Poco después, dejó el gobierno de Pless en manos de Luis. Como Enrique tampoco tenía hijos, Luis se convirtió en heredero presunto del ducado de Anhalt-Köthen hasta su muerte, soltero y también sin hijos. Después de la muerte de Luis, Enrique reasumió el gobierno sobre Pless hasta su propia muerte.
| Predecesor: Enrique | Príncipe de Anhalt-Pless 1830-1841 | Sucesor: Enrique |

- Datos: Q3840285
- Multimedia: Louis, Prince of Anhalt-Pless / Q3840285